# عيسى العتيبة
عيسى العتيبة (مواليد 11 مايو 1998، لاعب كرة قدم إماراتي يجيد اللعب في المحور والظهير الأيسر في نادي الذيد.

## مسيرة اللاعب
لعب مع نادي الجزيرة ونادي اتحاد كلباء ونادي بني ياس ونادي خورفكان ونادي الظفرة ونادي مصفوت والنادي العربي ونادي الذيد.

## روابط خارجية
- عيسى العتيبة على موقع الاتحاد الدولي (مؤرشف)  (الإنجليزية)
- عيسى العتيبة على موقع Soccerway.com (الإنجليزية)
- عيسى العتيبة على موقع كووورة